# Balaji Vishwanath

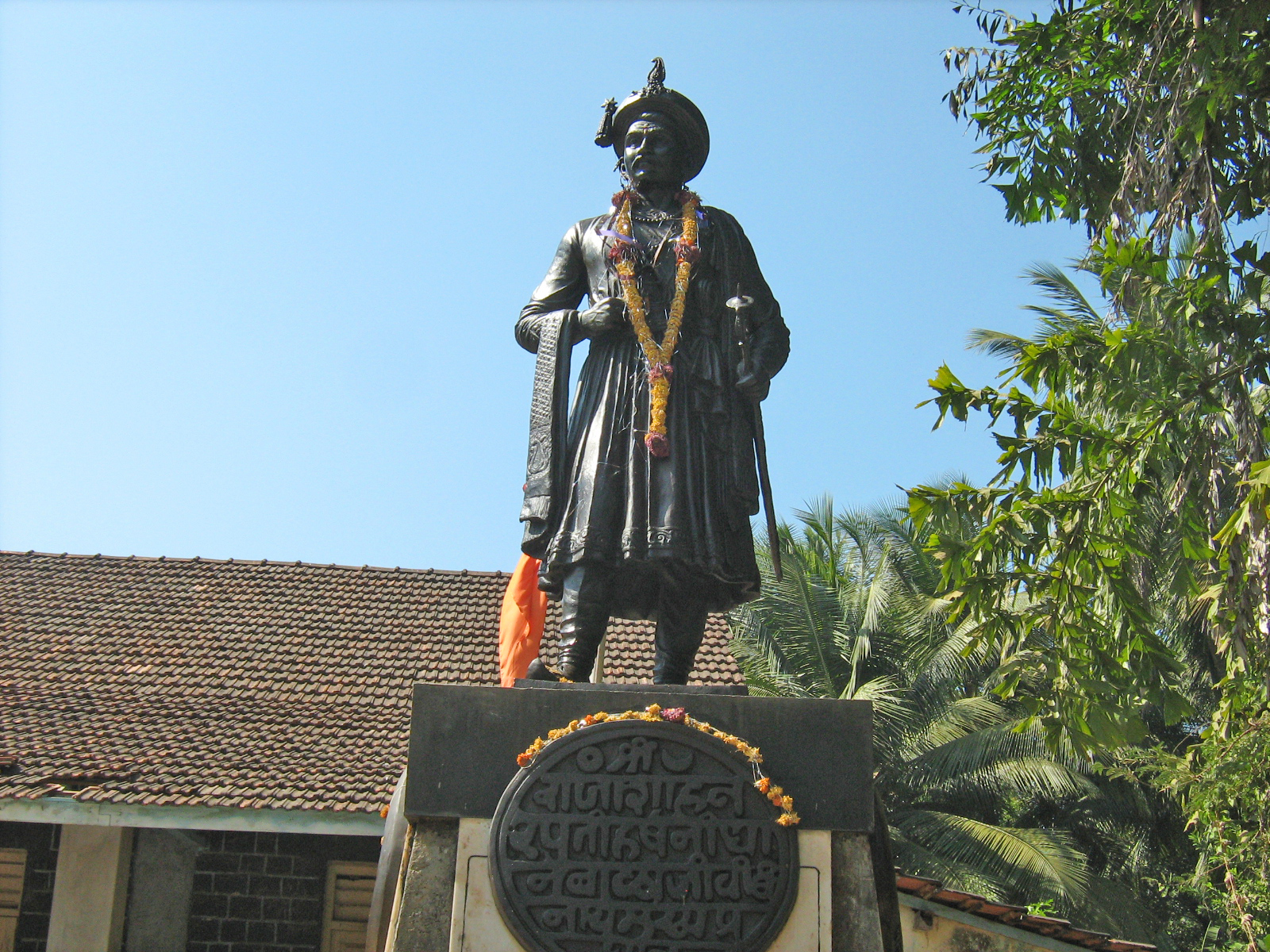
Balaji Vishwanath

Balaji Vishwanath, födda 1680, peshwa eller premiärminister i Marathariket. 
När kung Shahu avled 1712 tillträdde ingen ny kung, utan peshwan blev ävenledes regent. Balaji lade på så sätt grunden till peshwadynastin. Balajis regeringstid präglades av ökad makt för Marathariket och inflytande även över stormogulerna i Delhi. Han efterträddes 1721 som peshwa av sin son Bajirao Peshwa I.